# Кодо
 Тази статия е за града в Бразилия.  За микрорегиона вижте Кодо (микрорегион).  За селото в Испания вижте Кодо (Испания).
Кодо̀ (на португалски: Codó) е град в щата Мараняо, североизточна Бразилия. Населението му е около 118 000 души (2010).
Разположен е на 47 метра надморска височина в долината на река Итапикуру, на 137 километра северозападно от Терезина и на 220 километра южно от Сау Луис и брега на Атлантическия океан. Селището възниква през 1780 година като търговски пункт, обслужващ появяващите се в района земеделски имения.

## Известни личности
Родени в Кодо
- Мараняо (р. 1985), футболист
- Франса (р. 1976), футболист